# Srí Lanka zászlaja
Srí Lanka zászlajának színei a narancssárga és a zöld.

## Története
A szanszkrit és páli nyelvű források Szinhaladvipa néven emlegetik a szigetet. A szinhala szó a szingaléz sinha (oroszlán) szóból származik. Az ország bíborszínű zászlaját a 15. századtól a hatalom kardját tartó arany oroszlán díszíti. Ezt a buddhista sárga szegéllyel ellátott zászlót adoptálta első nemzeti lobogójaként a független Ceylon 1948. február 4-én.
Az oroszlán a békevágyat, a bíbor szín a nemzeti büszkeséget szimbolizálja. 1950-ben a muzulmánok zöldje és a tamilok narancssárgája is a zászlóra került.
1972-ben és 1978-ban a sarkokban megjelenő levéldíszeket úgy módosították, hogy a fügefa (Ficus religiosa) leveleire emlékeztessenek.
Fügefa alatt érte a megvilágosodás, azaz ott vált buddhává Gautama Sziddhártha; a négy levél a szeretetet, az együttérzést, a részvétet és a lelki nyugalmat, a buddhizmus alapértékeit ábrázolja.